# Maria Margaretha Kirch
Maria Margaretha Kirch, nata Winckelmann, in fonti storiche denominata Maria Margaretha Kirchin (Panitzsch, 25 febbraio 1670 – Berlino, 29 dicembre 1720), è stata un'astronoma tedesca.
È stata una dei primi famosi astronomi del suo tempo, grazie ai suoi scritti sulla congiunzione del Sole con Saturno, Venere e Giove rispettivamente nel 1709 e nel 1712.

## Biografia

### Primi anni di vita
Maria è stata istruita sin dalla tenera età da suo padre, un ministro di culto luterano, che credeva che lei meritasse un'istruzione equivalente a quella impartita ai giovani maschi dell'epoca. All'età di 13 anni perse sia il padre che la madre. All'epoca aveva anche ricevuto un'istruzione generale da parte del cognato Justinus Toellner e dal noto astronomo Christoph Arnold, che vivevano nelle vicinanze. La sua educazione fu portata avanti da suo zio. Dato che Maria si interessava all'astronomia sin dalla tenera età, colse l'opportunità di studiare con Arnold, un astronomo autodidatta che lavorava come agricoltore a Sommerfeld, vicino a Lipsia. Divenne l'apprendista non ufficiale di Arnold e in seguito la sua assistente, vivendo con lui e la sua famiglia. L'astronomia non era comunque organizzata interamente secondo i criteri di una gilda.
Tramite Arnold, Maria incontrò il famoso astronomo e matematico tedesco Gottfried Kirch, che aveva 30 anni più di lei. Si sposarono nel 1692, e in seguito ebbero quattro figli, i quali seguirono le orme dei genitori studiando astronomia. Nel 1700 la coppia si trasferì a Berlino, poiché il sovrano elettore di Brandeburgo Federico III, in seguito Federico I di Prussia, aveva nominato Gottfried Kirch come suo astronomo reale.

### Carriera, osservazioni e pubblicazioni
Gottfried Kirch diede a sua moglie un'ulteriore formazione in astronomia, come fece per sua sorella e molti altri studenti. Le donne non potevano frequentare le università in Germania, ma il vero lavoro di astronomia e l'osservazione dei cieli si svolgeva in gran parte al di fuori del contesto accademico. Così la Kirch divenne una delle poche donne attive in astronomia nel 1700. Divenne ampiamente conosciuta come Kirchin, la versione femminile del nome di famiglia. Non era inaudito nel Sacro Romano Impero che una donna fosse attiva nel campo dell'astronomia: Maria Cunitz, Elisabeth Hevelius e Maria Clara Eimmart erano state astronome attive nel diciassettesimo secolo.
Attraverso un editto, Federico III introdusse il monopolio dei calendari nel Brandeburgo e successivamente in Prussia, imponendo una tassa sui calendari. Il reddito di questo monopolio doveva pagare gli astronomi e i membri dell'Accademia delle Scienze di Berlino che Federico III fondò nel luglio 1700. Federico III continuò anche a costruire un osservatorio, che fu inaugurato nel gennaio 1711. Assistito dalla moglie, Gottfried Kirch preparò il primo calendario di una serie, intitolata Chur-Brandenburgischer Verbesserter Calender Auff das Jahr Christi 1701, che divenne molto popolare.
Maria e Gottfried lavoravano insieme come una squadra. Secondo un tipico stile da gilda, lei passò dalla sua posizione di apprendista di Arnold ad assistente di suo marito. Suo marito aveva studiato astronomia all'Università di Jena e aveva prestato servizio come apprendista di Johannes Hevelius. All'accademia lavorava come sua assistente non ufficiale, ma riconosciuta di fatto come tale. La posizione delle donne nelle scienze era simile alla loro posizione nelle corporazioni, apprezzate ma subordinate. Insieme fecero osservazioni ed eseguirono calcoli per produrre calendari ed effemeridi. Dal 1697, i Kirch iniziarono anche a registrare informazioni meteorologiche. I loro dati furono utilizzati per produrre calendari e almanacchi ed erano anche molto utili per la navigazione. L'Accademia delle Scienze di Berlino gestiva la vendita dei loro calendari.

Durante il primo decennio del suo lavoro all'Accademia come assistente del marito Kirch osservava i cieli, ogni sera a partire dalle 21. Durante un'osservazione di routine scoprì una cometa. Il 21 aprile 1702 Kirch scoprì la cosiddetta "cometa del 1702" (C/1702 H1). Oggi non ci sono dubbi sul fatto che la Kirch sia stata la prima a scoprire C/1702 H1. Nei suoi appunti risalenti a quella notte suo marito registrò:
"La mattina presto (circa 2:00 AM) il cielo era limpido e stellato. Qualche sera prima avevo osservato una stella variabile e mia moglie (mentre dormivo) voleva trovarla e vederla di persona. In tal modo, ha trovato una cometa nel cielo. In quel momento mi ha svegliato e ho scoperto che era davvero una cometa... Sono rimasto sorpreso di non averla visto la sera prima".
L'unica rivista scientifica tedesca dell'epoca, Acta Eruditorum, era in latino. Le successive pubblicazioni della Kirch a suo nome erano tutte in tedesco. A quel tempo, suo marito non aveva una cattedra indipendente presso l'accademia e i Kirch lavoravano come una squadra su problemi comuni. La coppia osservava insieme i cieli: lui osservava il nord e lei il sud, facendo osservazioni che una singola persona non avrebbe potuto condurre con precisione.
La Kirch continuò a portare avanti il suo lavoro di astronomia, pubblicando in tedesco con il proprio nome e con il dovuto riconoscimento. Le sue pubblicazioni, che includevano le sue osservazioni sull'aurora boreale (1707), l'opuscolo Von der Conjunction der Sonne des Saturni und der Venus sulla congiunzione del sole con Saturno e Venere (1709) e l'avvicinarsi della congiunzione di Giove e Saturno nel 1712 costituirono un suo contributo duraturo all'astronomia. Prima di lei l'unica astronoma donna del Sacro Romano Impero che aveva pubblicato con il proprio nome era stata Maria Cunitz. L'amico di famiglia e vicepresidente dell'Accademia delle Scienze di Berlino, Alphonse des Vignoles dichiarò nell'elogio della Kirch: "Se si considerano le reputazioni di Frau Kirch e Frau Cunitz, bisogna ammettere che non c'è branca della scienza... in cui le donne non sono capaci di avere successo, e che in astronomia, in particolare, la Germania prende il premio sopra tutti gli altri stati in Europa".
Nel 1709 il presidente dell'Accademia delle Scienze di Berlino Gottfried von Leibniz la presentò alla corte prussiana, dove Kirch spiegò i suoi avvistamenti di macchie solari. Disse di lei:
"C'è una donna molto istruita che potrebbe passare per una rarità. Il suo successo non è nella letteratura o nella retorica, ma nelle dottrine più profonde dell'astronomia… Non credo che questa donna trovi facilmente eguali nella scienza in cui eccelle… Predilige il sistema copernicano (l'idea che il sole sia fermo) come tutti i dotti astronomi del nostro tempo. Ed è un piacere sentirla difendere quel sistema attraverso le Sacre Scritture in cui è anche molto istruita. Osserva con i migliori osservatori e sa maneggiare meravigliosamente il quadrante e il telescopio".

Dopo la morte del marito nel 1710, la Kirch tentò di assumere il suo posto di astronomo e creatore di calendari presso l'Accademia Reale delle Scienze. Nonostante la sua candidatura fosse sostenuta da Leibniz, il presidente dell'accademia, il consiglio esecutivo dell'accademia respinse la sua richiesta di una posizione formale sostenendo che "ciò che le concediamo potrebbe servire da esempio in futuro", vale a dire che non volevano creare un precedente nominando una donna. Nella sua petizione Kirch espose le sue qualifiche per la posizione. Formulò la sua domanda in termini accettabili per i tempi, sostenendo di essere ben qualificata perché era stata istruita dal marito nel calcolo e nell'osservazione astronomica. Sottolineava di essersi impegnata nel lavoro astronomico sin dal suo matrimonio e che aveva lavorato all'accademia sin dalla nomina di suo marito, dieci anni prima. Nella sua petizione Kirch affermò che "per qualche tempo, mentre il mio caro defunto marito era debole e malato, ho preparato il calendario dai suoi calcoli e l'ho pubblicato a suo nome". Per la Kirch un incarico all'Accademia non sarebbe stato solo un segno d'onore, ma sarebbe stato fondamentale per assicurare un reddito per sé e per i suoi figli. Nella sua petizione affermò che suo marito non le aveva lasciato mezzi di sostentamento. Nella vecchia tradizione dei mestieri della gilda, sarebbe stato possibile per Kirch prendere il posto di suo marito dopo la sua morte, ma le nuove istituzioni scientifiche tendevano a non seguire quella tradizione.

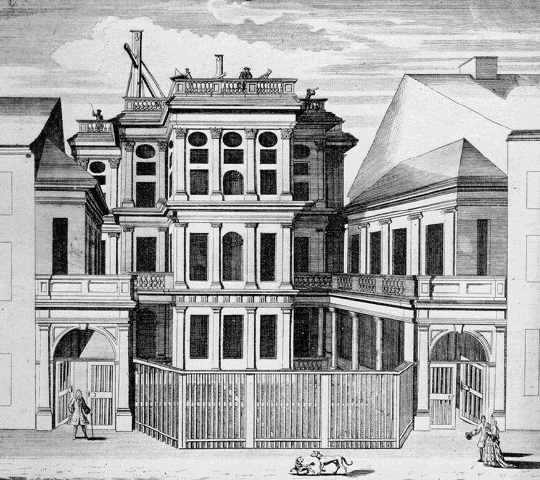
Osservatorio del barone von Krosigk a Berlino. Incisione di G. P. Busch, 1710

Sebbene la Kirch avesse svolto un lavoro importante all'Accademia, non aveva una laurea, che a quel tempo quasi tutti i membri dell'Accademia avevano. Più concretamente, il suo genere impedì la sua nomina. Il segretario dell'Accademia delle Scienze di Berlino, Johann Theodor Jablonski, ammonì Leibniz "che mantenerla ufficialmente a lavorare sul calendario o continuare con le osservazioni semplicemente non andrà bene. Già durante la vita del marito l'Accademia era gravata di scherno perché il suo calendario era stato preparato da una donna. Se ora lei fosse mantenuta in tale capacità, le bocche si spalancherebbero ancora di più". Leibniz era infatti l'unico membro del consiglio dell'accademia a sostenere la sua nomina e cercò di assicurarle assistenza finanziaria.
Kirch avvertiva che la sua domanda era stata respinta a causa del suo sesso. Ciò è in qualche modo supportato dal fatto che Johann Heinrich Hoffmann, che aveva poca esperienza, fu nominato al posto di suo marito invece di lei. Hoffmann presto rimase indietro con il suo lavoro e non riuscì a fare le osservazioni richieste. Fu persino suggerito che la Kirch diventasse il suo assistente. La Kirch scrisse "Adesso attraverso un deserto severo, e perché… l'acqua scarseggia… il sapore è amaro". Tuttavia, in un risultato eccezionale per i tempi, fu ammessa all'Accademia delle Scienze di Berlino.
Nel 1711 pubblicò Die Vorbereitung zug grossen Opposition, un opuscolo ben accolto in cui prediceva una nuova cometa, seguito da un opuscolo su Giove e Saturno. Nel 1712 la Kirch accettò il patrocinio di Bernhard Friedrich von Krosigk, che era un entusiasta astronomo dilettante, e iniziò a lavorare nel suo osservatorio. Lei e suo marito avevano lavorato all'osservatorio di Krosigk mentre l'osservatorio dell'accademia era in costruzione. All'osservatorio di Krosigk raggiunse il grado di maestro astronomo.
Dopo la morte del barone von Krosigk nel 1714 la Kirch si trasferì a Danzica per assistere un professore di matematica per un breve periodo prima di tornare. Nel 1716 la Kirch e suo figlio, che aveva appena finito l'università, ricevettero un'offerta per lavorare come astronomi per lo zar russo Pietro il Grande, ma preferirono rimanere a Berlino dove continuò a calcolare calendari per località quali Norimberga, Dresda, Breslavia e Ungheria.
Formò suo figlio Christfried Kirch e le figlie Christine Kirch e Margaretha Kirch ad agire come suoi assistenti nel lavoro astronomico della famiglia, continuando la produzione di calendari e almanacchi e facendo osservazioni. Nel 1716 suo figlio Christfried e Johann Wilhelm Wagner furono nominati osservatori presso l'osservatorio dell'Accademia dopo la morte di Hoffmann. La Kirch tornò a Berlino per agire come assistente di suo figlio insieme a sua figlia Christine. Ancora una volta lavorava all'osservatorio dell'Accademia per calcolare i calendari. I membri dell'accademia maschile si lamentarono del fatto che lei avesse assunto un ruolo troppo importante e che fosse "troppo visibile all'osservatorio quando gli estranei lo visitano". A Kirch fu ordinato di "ritirarsi in secondo piano e lasciare la conversazione a... suo figlio". Kirch si rifiutò di obbedire e fu costretta dall'Accademia a rinunciare alla sua casa sul terreno dell'osservatorio.
Kirch continuò a lavorare in privato. Morì di febbre a Berlino, il 29 dicembre 1720.